# African Native Baptist Church
African Native Baptist Church var en sydafrikansk baptistkyrka, grundad 1905 av William Leshega.
1909 anslöt sig Leshega till Apostolic Faith Mission of South Africa och en av hans anhängare, Isaiah Shembe grundade Nazareth Baptist Church (NBC).